# デニックスインターナショナル
デニックスインターナショナル（英: DENIX INTERNATIONAL）は、2005年にパキスタンに設立された歯科・外科医用器具のメーカー、輸出業者である。
アメリカが開発した虫歯溶解剤に対し、スウェーデンのルンド大学がさらに研究を進め、1987年にカリソルブ（CARISOLV）を開発した。1998年に、スウェーデンのMediteam社はカリソルブを発売した。日本では、2007年1月に薬事申請通過し、2007年11月、DENIX INTERNATIONAL社によりカリソルブが発売された。